# Giulio Iellini
Giulio Iellini, né le 18 octobre 1947, à Trieste, en Italie, est un ancien joueur italien de basket-ball. Il évolue durant sa carrière au poste de meneur.

## Palmarès
- 3e du championnat d'Europe 1971, 1975
- Coupe d'Europe des clubs champions 1966, 1976
- Coupe des coupes 1971, 1972
- Champion d'Italie 1965, 1966, 1967, 1972, 1977
- Coupe d'Italie 1972